# Ammasso della Fornace
L'ammasso della Fornace, distante approssimativamente 62,0+5,9
−5,5 Mly (19,0+1,8
−1,7 Mpc), è il secondo più ricco ammasso di galassie entro i 100 milioni di anni-luce dalla Terra, sebbene sia molto più piccolo dell'Ammasso della Vergine. In primo luogo, giace nella Costellazione della Fornace, e potrebbe essere associato con il vicino gruppo di Eridano.
Al centro dell'ammasso si trova NGC 1399, inoltre si trovano anche NGC 1316, NGC 1427A e NGC 1404.

## Struttura

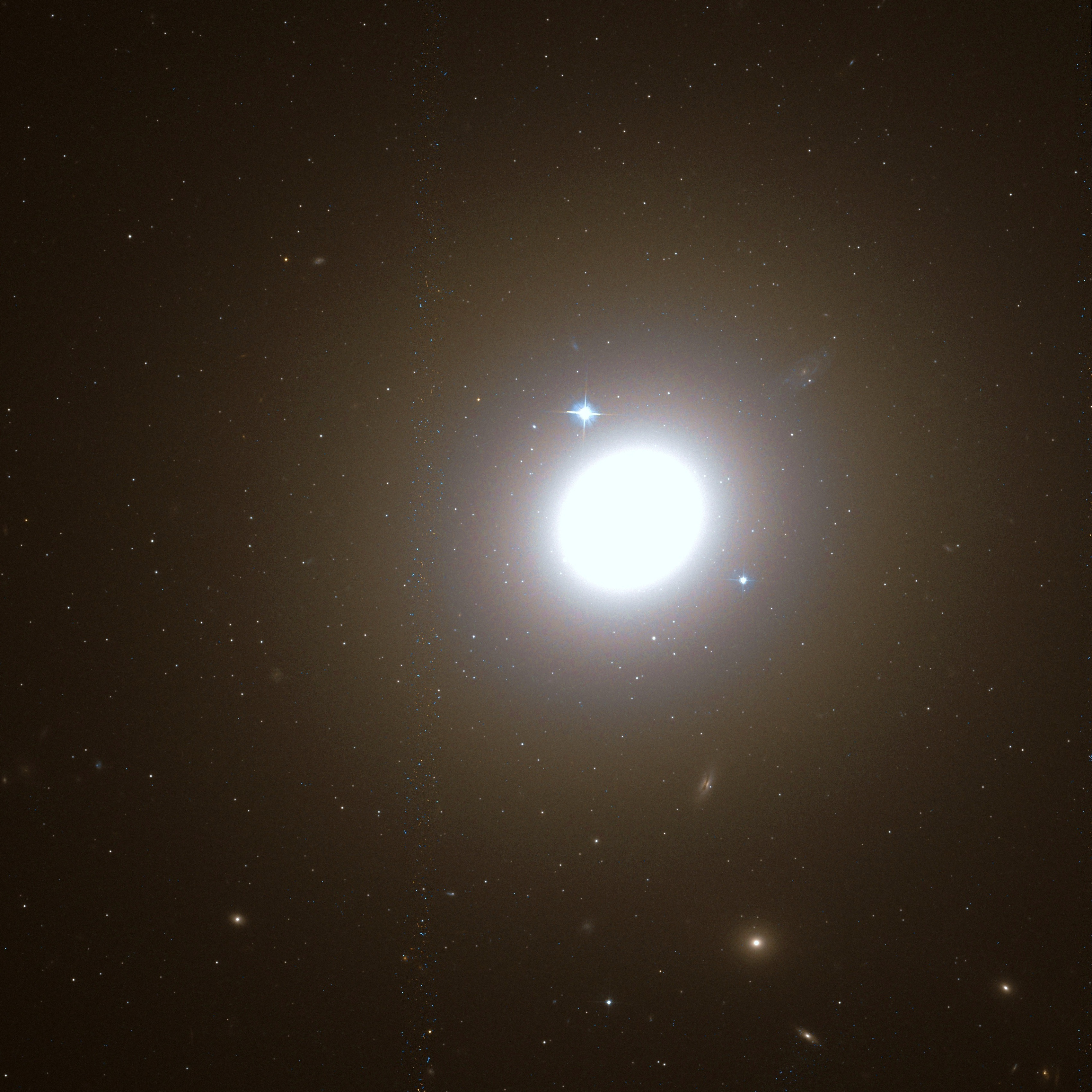
Galassia NGC 1399

L'Ammasso della Fornace può essere diviso in due subammassi: il principale, centrato su NGC 1399, ed un sottogruppo 3 gradi a sudovest centrato sulla galassia lenticolare NGC 1316, che è in un processo di inglobamento con il subammasso maggiore per poi fondersi con esso, e le quali galassie stanno vivendo una forte attività di formazione stellare.
L'Osservatorio europeo australe ha osservato le forze mareali a cui è soggetto un più piccolo cluster di galassie nane appartenenti all'Ammasso della Fornace. Tali galassie, Controintuitavamente risultano disturbate da forze gravitazionali che erano 64 volte più deboli della sua gravità interna, laddove precedenti studi evidenziavano che, per essere percepibile, l'effetto doveva eguagliare almeno tale forza di gravità. Le osservazioni suggeriscono una contraddizione del Modello standard dell'alone di materia oscura che dovrebbe circondare le galassie nane e scudare l'effetto della gravità delle galassie vicine.

## Componenti dell'ammasso della Fornace
| Nome galassia | Coordinate (Epoca 2000) | Coordinate (Epoca 2000) | Magnitudine apparente (blu) | Tipo | Diametro angolare (minuti d'arco) | Diametro (x1000 Anni luce) | Velocità di recessione (km/s) |
| Nome galassia | Ascensione Retta        | Declinazione            | Magnitudine apparente (blu) | Tipo | Diametro angolare (minuti d'arco) | Diametro (x1000 Anni luce) | Velocità di recessione (km/s) |
| ------------- | ----------------------- | ----------------------- | --------------------------- | ---- | --------------------------------- | -------------------------- | ----------------------------- |
| ESO 357-07    | 03 10.4                 | -33 09                  | 14.7                        | SBm  | 2.2′                              | 40                         | 981                           |
| ESO 357-12    | 03 16.9                 | -35 32                  | 14.8                        | SBcd | 2.2′                              | 40                         | 1445                          |
| IC 1913       | 03 19.6                 | -32 28                  | 14.5                        | SBb  | 2.1′                              | 40                         | 1318                          |
| NGC 1310      | 03 21.1                 | -37 06                  | 13                          | SBc  | 1.9′                              | 35                         | 1640                          |
| PGC 12625     | 03 22.1                 | -37 35                  | ?                           | Irr  | 2.9′                              | 55                         | 1507                          |
| NGC 1316      | 03 22.7                 | -37 12                  | 9.8                         | S0   | 11.5′                             | 215                        | 1664                          |
| NGC 1317      | 03 22.7                 | -37 06                  | 11.9                        | SBa  | 3.0′                              | 55                         | 1815                          |
| NGC 1326      | 03 23.9                 | -36 28                  | 11.5                        | S0   | 4.3′                              | 80                         | 1247                          |
| NGC 1326A     | 03 25.1                 | -36 22                  | 14.7                        | SBm  | 1.7′                              | 30                         | 1719                          |
| NGC 1326B     | 03 25.3                 | -36 23                  | 13.7                        | SBm  | 3.5′                              | 65                         | 888                           |
| IC 1919       | 03 26.0                 | -32 54                  | 13.9                        | E    | 1.6′                              | 30                         | 1158                          |
| NGC 1336      | 03 26.5                 | -35 43                  | 13.4                        | E    | 1.9′                              | 35                         | 1360                          |
| NGC 1341      | 03 28.0                 | -37 09                  | 13.3                        | SBab | 1.6′                              | 30                         | 1760                          |
| NGC 1339      | 03 28.1                 | -32 17                  | 12.8                        | E    | 1.9′                              | 35                         | 1240                          |
| NGC 1344      | 03 28.3                 | -31 04                  | 11.2                        | E    | 5.6′                              | 105                        | 1052                          |
| NGC 1351A     | 03 28.8                 | -35 11                  | 14.2                        | SBbc | 2.3′                              | 45                         | 1241                          |
| ESO 358-10    | 03 29.7                 | -33 33                  | 14.8                        | E    | 1.5′                              | 30                         | 1620                          |
| NGC 1351      | 03 30.6                 | -34 51                  | 12.4                        | E    | 3.2′                              | 60                         | 1420                          |
| NGC 1350      | 03 31.1                 | -33 38                  | 11.2                        | SBab | 5.8′                              | 110                        | 1785                          |
| NGC 1365      | 03 33.6                 | -36 08                  | 10.3                        | SBb  | 11.0′                             | 205                        | 1547                          |
| NGC 1366      | 03 33.9                 | -31 12                  | 13.1                        | S0   | 1.9′                              | 35                         | 1137                          |
| NGC 1374      | 03 35.3                 | -35 14                  | 12.0                        | E    | 2.7′                              | 50                         | 1240                          |
| NGC 1375      | 03 35.3                 | -35 16                  | 13.4                        | S0   | 2.1′                              | 40                         | 643                           |
| IC 335        | 03 35.5                 | -34 27                  | 13.4                        | S0   | 2.3′                              | 45                         | 1530                          |
| NGC 1379      | 03 36.1                 | -35 26                  | 11.9                        | E    | 2.6′                              | 50                         | 1264                          |
| NGC 1380      | 03 36.5                 | -34 59                  | 11.1                        | S0   | 4.8′                              | 90                         | 1737                          |
| NGC 1381      | 03 36.5                 | -35 18                  | 12.7                        | S0   | 2.6′                              | 50                         | 1673                          |
| NGC 1369      | 03 36.8                 | -36 15                  | 13.6                        | Sa   | 1.7′                              | 30                         | 1340                          |
| NGC 1386      | 03 36.8                 | -36 00                  | 12.2                        | S0   | 3.4′                              | 65                         | 755                           |
| NGC 1380A     | 03 36.8                 | -34 44                  | 13.4                        | S0   | 2.5′                              | 45                         | 1419                          |
| NGC 1387      | 03 37.0                 | -35 30                  | 11.8                        | E    | 3.2′                              | 60                         | 1219                          |
| NGC 1382      | 03 37.1                 | -35 12                  | 13.8                        | E    | 1.5′                              | 30                         | 1697                          |
| NGC 1389      | 03 37.2                 | -35 45                  | 12.6                        | E    | 2.6′                              | 50                         | 883                           |
| NGC 1399      | 03 38.5                 | -35 27                  | 10.3                        | E    | 6.8′                              | 130                        | 1335                          |
| NGC 1404      | 03 38.9                 | -35 36                  | 10.9                        | E    | 4.1′                              | 75                         | 1826                          |
| NGC 1406      | 03 39.4                 | -31 19                  | 12.9                        | SBbc | 3.9′                              | 75                         | 963                           |
| NGC 1427A     | 03 40.1                 | -35 38                  | 14.2                        | Irr  | 2.1′                              | 40                         | 1927                          |
| ESO 358-50    | 03 41.1                 | -33 47                  | 13.9                        | S0   | 1.6′                              | 30                         | 1151                          |
| ESO 358-51    | 03 41.5                 | -34 53                  | 14.1                        | Sa   | 1.5′                              | 30                         | 1626                          |
| NGC 1425      | 03 42.2                 | -29 54                  | 11.4                        | Sb   | 6.0′                              | 115                        | 1402                          |
| NGC 1427      | 03 42.3                 | -35 24                  | 11.8                        | E    | 3.6′                              | 70                         | 1327                          |
| NGC 1428      | 03 42.4                 | -35 09                  | 14.0                        | E    | 1.5′                              | 30                         | 1602                          |
| ESO 358-54    | 03 43.0                 | -36 16                  | 14.2                        | SBd  | 1.7′                              | 30                         | 798                           |
| NGC 1437      | 03 43.6                 | -35 51                  | 12.9                        | SBab | 2.8′                              | 50                         | 1296                          |
| ESO 358-60    | 03 45.2                 | -35 34                  | 15.6                        | Irr  | 1.7′                              | 30                         | 710                           |
| ESO 358-61    | 03 45.9                 | -36 22                  | 14.0                        | Sc   | 2.5′                              | 45                         | 1415                          |
| NGC 1460      | 03 46.2                 | -36 42                  | 13.5                        | S0   | 1.7′                              | 30                         | 1277                          |
| ESO 358-63    | 03 46.3                 | -34 57                  | 12.6                        | Sc   | 4.8′                              | 90                         | 1838                          |
| IC 1993       | 03 47.1                 | -33 42                  | 12.5                        | SBb  | 2.5′                              | 45                         | 1004                          |
| ESO 302-09    | 03 47.6                 | -38 35                  | 14.6                        | SBd  | 2.2′                              | 40                         | 908                           |
| ESO 302-14    | 03 51.7                 | -38 27                  | 15.5                        | Irr  | 1.5′                              | 30                         | 798                           |
| ESO 359-03    | 03 52.0                 | -33 28                  | 14.1                        | Sab  | 1.8′                              | 35                         | 1495                          |
| NGC 1484      | 03 54.3                 | -36 58                  | 13.9                        | Sb   | 2.5′                              | 45                         | 952                           |
| IC 2006       | 03 54.3                 | -35 58                  | 12.5                        | E    | 1.9′                              | 35                         | 1285                          |
| NGC 1531      | 04 11.2                 | -32 51                  | 12.9                        | S0   | 1.3′                              |                            | 1169                          |
| NGC 1532      | 04 12.1                 | -32 52                  | 10.7                        | SBb  | 12.6′                             |                            | 1040                          |